# Nimigea de Sus, Bistrița-Năsăud
Nimigea de Sus, mai demult Nimigea Românească (în maghiară Oláhnemegye, în germană Nindorf, în dialectul săsesc Nindref) este un sat în comuna Nimigea din județul Bistrița-Năsăud, Transilvania, România.

## Demografie
Componența etnică a satului Nimigea de sus
     Români (100%)
- La recensământul din 1910 populația satului era de 516 locuitori, dintre care 430 români și 86 evrei.
- La recensământul din 2002 populația satului se ridica la 625 de persoane, iar întreaga populație s-a declarat de etnie română.

### Religie
Dacă în unele documente satul apare la 1700 trecut în totalitate la uniație, iar în altele doar parțial, odată cu înființarea Episcopiei Greco-catolică din Gherla, înscrisurile capătă un caracter riguros. Această instituție a editat periodic documente denumite ,,șematisme” în care regăsim descrierea sumară a tuturor parohiilor. Din aceste șematisme rezultă că în satul Nimgea de Sus exista biserica de lemn edificată în secolul al XVII-lea, cu hramul Sfântul Nicolae, iar din anii 1700 a trecut la sfânta unire. Din anul 1824 există matricole, adică registre bisericești în care se ținea evidența nou-născuților, botezaților, decedaților și căsătoriților.
- La recensământul din 1910 populația satului era de 516 locuitori, dintre care 430 Greco-catolici, iar 86 iudaici.
- În prezent două treimi din populația satului este de religie Ortodoxă și o treime Penticostală.